# Joseph Maximilian von Tillier

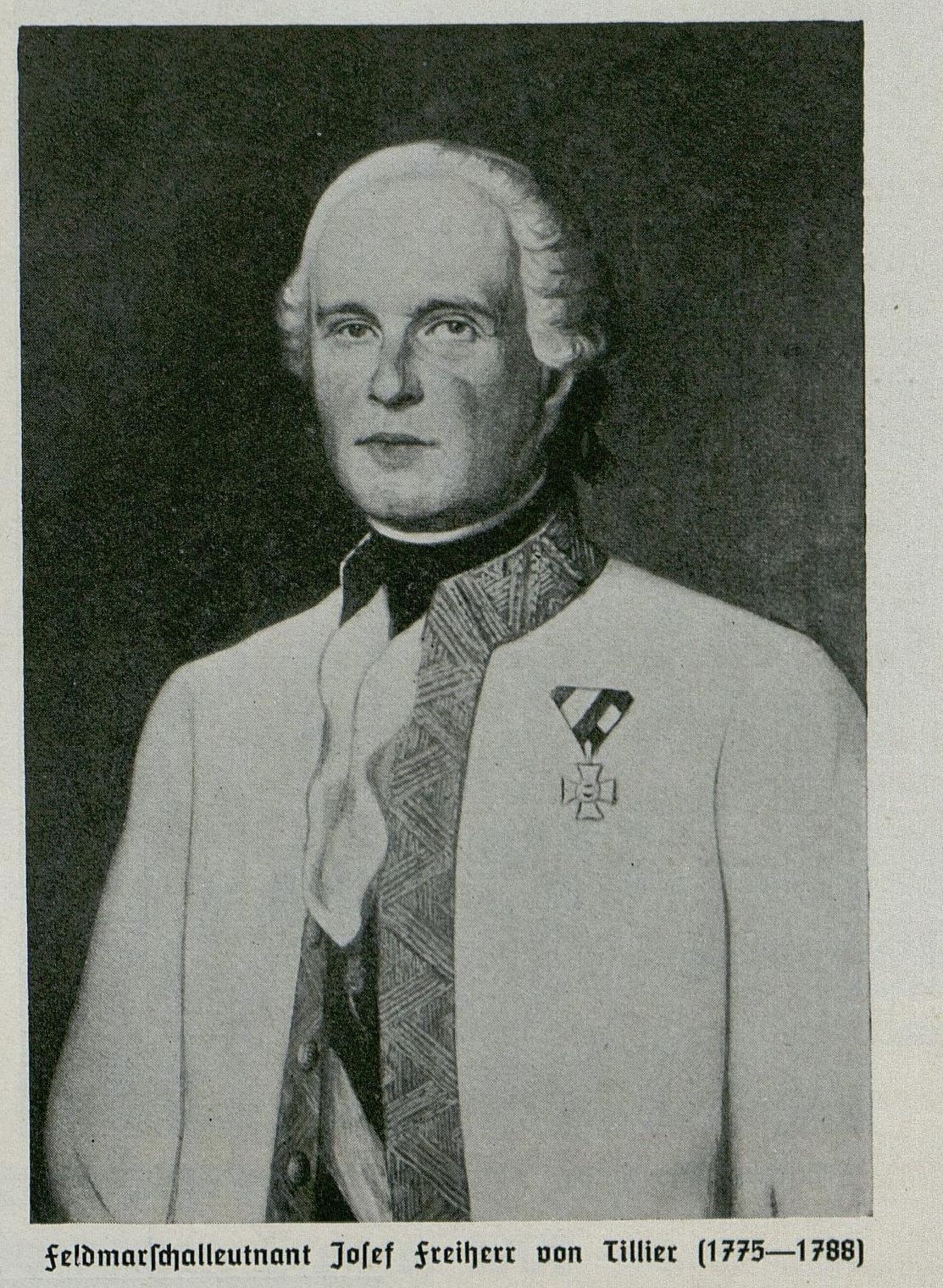
Joseph Maximilian von Tillier (1726–1788)

Freiherr Joseph Maximilian von Tillier (* 1726 in Novara; † 7. Oktober 1788 in Wien) war ein österreichischer Feldmarschall-Lieutenant und entstammte der Berner Patrizierfamilie Tillier.

## Herkunft
Seine Eltern waren der Feldmarschall-Lieutenant Freiherr Johann Franz von Tillier (* 13. Juli 1662; † 29. März 1739) und dessen zweite Ehefrau Maria Anna von Probst.

## Leben
Während des Ersten Schlesischen Krieges war er als Freiwilliger Mitglied des Panduren-Corps seines Schwagers Franz von der Trenck. Anschließend kam er 1743 in das ungarische Infanterieregiment Forgach. Er war von 1744 bis 1747 in Italien und stieg im ungarischen Infanterieregiment Simbisch bis 1747 zum Hauptmann auf. 1753 wechselte er als Major dann in das Infanterieregiment Graf Bethlen. Während des Siebenjährigen Krieges zeichnete er sich in der Belagerung von Olmütz aus. Am 4. Juni 1758 führte er dort einen erfolgreichen Ausfall gegen die Preußen.
1761 wurde er zum Oberst und Kommandanten des Infanterieregiments Graf Bethlen ernannt. Am 6. Juli 1762 zeichnete er sich im Gefecht bei Adelbach aus und erhielt dafür am 21. November 1763 das Ritterkreuz des Maria-Theresia-Ordens. 1769 wurde er kommandierender General im Warasdiner-Komitat.
Er wurde 1771 mit Rang vom 2. September 1759 zum Generalmajor befördert. Er wurde am 1. Mai 1773 mit Rang vom 15. März 1773 Feldmarschalleutnant und wurde 1775 Inhaber des Infanterieregiments Nr. 14.
Anschließend ging er am 19. Oktober 1776 in den Ruhestand und starb in Wien am 7. Oktober 1788.